# Bryne Stadion
Bryne Stadion é um estádio de futebol localizado na cidade de Bryne, na Noruega. Tem a capacidade para 4.000 torcedores, com 2.507 cadeiras. O Bryne FK, que é o clube que manda suas partidas no estádio, atualmente disputa a Segunda Divisão Norueguesa. 

## Recorde
Seu recorde de público foi no ano de 1980, quando em uma partida entre Bryne FK e Viking FK estiveram 13.621 torcedores acompanhando o jogo.